# Čereňany
Čereňany este o comună slovacă, aflată în districtul Prievidza din regiunea Trenčín. Localitatea se află la altitudinea de 220 m deasupra n.m., se întinde pe o suprafață de 18,99 km2 și în 2017 număra 1.691 de locuitori. Se învecinează cu comuna Bystričany.

## Istoric
Localitatea Čereňany este atestată documentar din 1329.

## Demografie
| An:                | 1994 | 2004   | 2014   | 2024   |
| ------------------ | ---- | ------ | ------ | ------ |
| Număr de persoane: | 1697 | 1730   | 1692   | 1742   |
| Diferență:         |      | +1,94% | −2,19% | +2,95% |

| An:                | 2023 | 2024   |
| ------------------ | ---- | ------ |
| Număr de persoane: | 1730 | 1742   |
| Diferență:         |      | +0,69% |